# Стуруа, Георгий Самсонович
Георгий Самсонович Стуруа (1898 год, Кутаисский уезд, Кутаисская губерния, Российская империя — неизвестно, Грузинская ССР) — главный агроном отдела сельского хозяйства Самтредского района, Грузинская ССР. Герой Социалистического Труда (1951).

## Биография
Родился в 1898 году в крестьянской семье в одном из сельских населённых пунктов Кутаисского уезда. Окончил сельскохозяйственный институт. Трудился в сельском хозяйстве Грузинской ССР. В послевоенные годы — главный агроном отдела сельского хозяйства Самтредского района.
В 1949 году обеспечил перевыполнение в целом по району плана сбора урожая сортового зелёного чайного листа на 17,6 %. Указом Президиума Верховного Совета СССР от 19 апреля 1951 года удостоен звания Героя Социалистического Труда за «перевыполнение плана сбора урожая сортового зелёного чайного листа, цитрусовых плодов и винограда в 1949 году» с вручением ордена Ленина и золотой медали «Серп и Молот» (№ 5850).
Этим же указом званием Героя Социалистического Труда были награждены первый секретарь Самтредсткого райкома партии Виссарион Ясонович Курашвили, председатель Самтредтского райисполкома Михаил Онисимович Нишнианидзе и заведующий районным отделом сельского хозяйства Исидор Германович Мелкадзе.
Дальнейшая судьба не известна.